# 何中賢
何中賢，山西人，清朝政治人物。贡生出身。
顺治十一年（1654年），擔任清朝廣州府新安縣知縣。后由馬以懋接任。